# Ammi-ditana

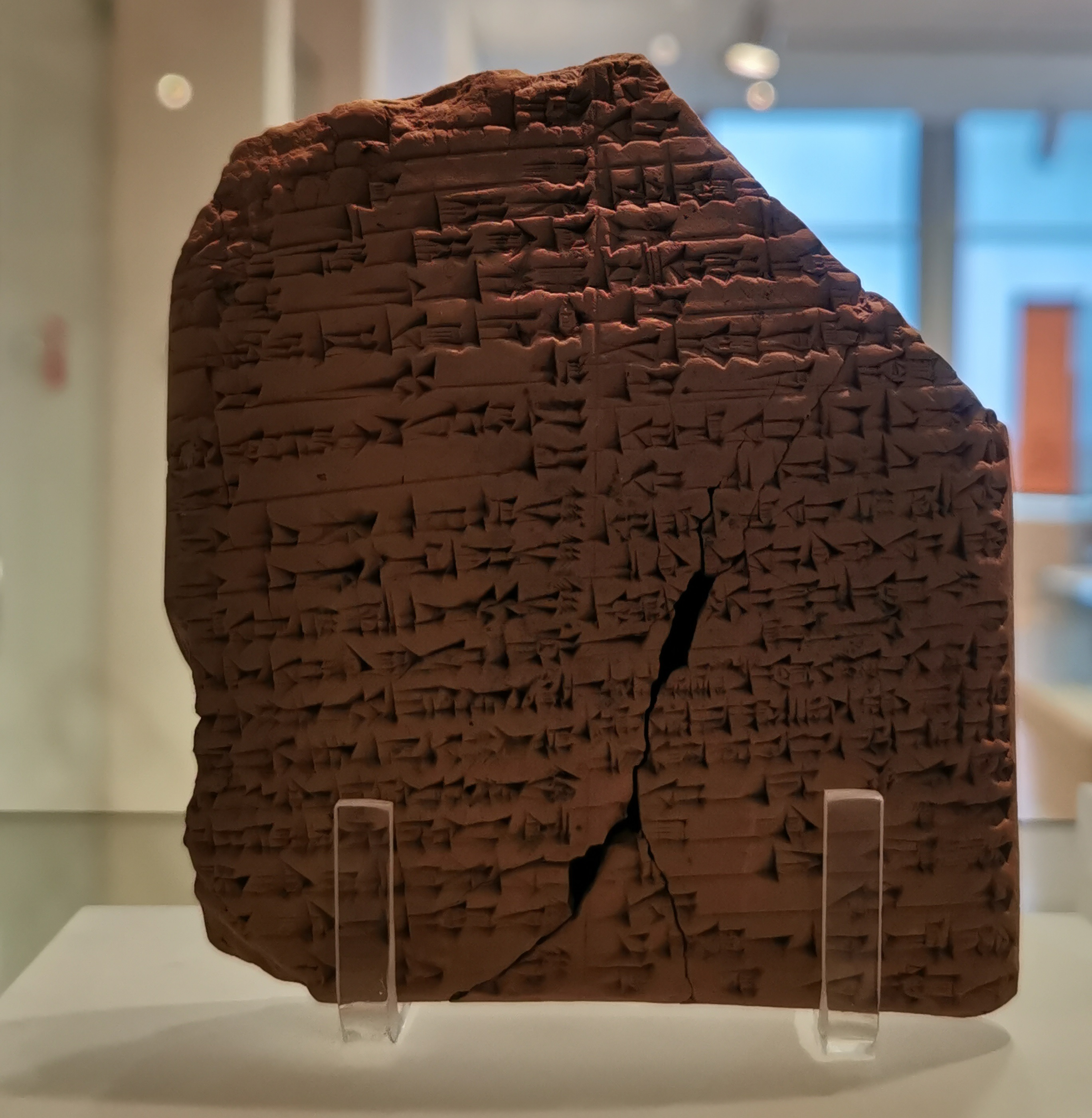
Tablilla relacionada con el rey Ammi-ditana exhibido en el Museo Hecht.

Ammi-ditana, noveno rey de la Dinastía I de Babilonia (1683 a. C. - 1647 a. C.).
Hijo y sucesor del rey Abī-Ešuḫ, conquistó Der y otros territorios perdidos en tiempos de Šamšu-iluna. Realizó una labor de reconstrucción del reino, mejorando algunas partes de la muralla de Babilonia y saneando canales. Sin embargo, tuvo que compartir el poder con otros reyes que dominaban la parte sur de Mesopotamia. Tomó la ciudad de Isin, a la cual destruyó sus murallas una vez en su poder.
Fue sucedido en el trono por Ammi-Saduqa.